# 自我と防衛機制
『自我と防衛機制』(The Ego and the Machanisms of Defense)とは、1936年に発表されたアンナ・フロイトによる精神分析学の研究である。

## 概要
精神分析の概念と理論を確立したジークムント・フロイトの娘であるアンナ・フロイトは自我と児童心理についての研究者であった。本書は父フロイトの自我と防衛の概念を参考にした主著であり、フロイト派の精神分析の理論を発展させたものである。
フロイト派の理論によれば、防衛とはさまざまな心理的作用に対する自我の苦闘である。自我は人間の精神において無意識と外部環境とを調整するように努力する。防衛機制は自我が自己意識を守る作用であり、不安に対して防衛機制が効果的に機能すれば自我、イドそして超自我という三つの機関に勝利することができると考える。三つの機関の関係性について整理すれば、自我とは思考を司る意識の領域であり、イドとは無意識の領域、そして超自我とは社会通念や道徳規範を司る領域である。
本能である性欲や暴力性を自我は満たそうとするが、超自我はそれを妨げる。そのことで自我と超自我は衝突することになるため、防衛機制を機能させて自我を納得させている。ある女性の事例によれば、彼女は自らの旺盛な本能衝動を成人後には一転してそれを完全に抑制するようになった。言い換えれば、成人によって自分の欲望を自覚したことで、他人を通じて自分の欲望を満足させるという防衛機制が機能したのである。
この事例での防衛機制が果たしている心理的機能とは自らの欲望を他者に投影することであるが、これとは別種に抑圧という防衛機制の心理的機能がある。ある少女の事例によれば、彼女は自分の母親に対する否定的な感情を抑圧したために反動として過度な優しさを示すようになり、家庭環境には適応できたが精神の成長過程に問題が生じた。別の事例では父親の性器を噛み切りたいという空想から摂食障害になった少女も示されている。これらの事例では心理的葛藤を解決する方法として防衛機制が抑圧を行ったために多方面に問題が転移したと述べる。
フロイトは防衛機制の観察を踏まえて児童の心理について述べており、ごっこ遊びが児童の置かれている無力な状態を仮想的に変化させるものであることを指摘した。つまり空想的な物語を通じて子供は権力を獲得することができるようになる。思春期における若者の反社会的行動もこの延長上に位置づけることができる心理的反応であり、もし性的衝動に対して適切に処理することができなければ精神疾患に繋がると論じる。